# ABC (notação musical)
ABC é uma linguagem para notação de música - melodia, letra e
cifra - usando caracteres em formato ASCII. Foi projetada para
melodias folclóricas e tradicionais originárias da Europa
Ocidental (inglesas, irlandesas e
escocesas) que podem ser escritas em
uma pauta de notação musical convencional. Contudo, é extensível a
muitos outros tipos de música, e tem sido usada para jazz e
outras formas. Desde a introdução ao final de 1991 por Chris
Walshaw, se tornou muito popular e existem agora vários programas
(para sistemas operacionais diversos, como Windows, MacOS,
Unix e mesmo para PDAs) que podem ler notação ABC, convertendo-a em
partitura ou tocando-a através de alto-falantes de um computador.
Um princípio da notação ABC é o de poder ser lida e escrita por
humanos e ser ainda tão compacta quanto possível. De fato, é possível
executar música diretamente da notação ABC. Os primeiros programas
fizeram uso de ferramentas comumente disponíveis como TeX e
MusicTeX. Uma ferramenta de conversão chamada abc2ps,
que gera partituras em formato PostScript, tornou a notação ABC
disponível mais facilmente nos PCs comuns, com o auxílio de
GhostScript. Agora há ferramentas que produzem partituras com
notas inseridas de maneira interativa, incluindo versões Java, e
versões que possibilitam a geração de partituras diretamente de
formulários na web. Programas que manipulam notação ABC estão
disponíveis sob diversas licenças, incluindo software livre. Há um
número de ferramentas que exportam e/ou importam notação ABC,
incluindo conversão dos formatos MIDI, MusicXML e
LilyPond.
Uma característica única de programas ABC é a possibilidade de
manipular tanto coletâneas de músicas quanto peças musicais
individuais. Milhares de músicas em notação ABC estão livremente
disponíveis (ver link para Tune Finder abaixo).
A linguagem ABC pode ser usada para inserir notação musical no MediaWiki.

## Um exemplo
Este é um exemplo de música escrita em notação ABC:
```
X:
 308                  
% número da peça (index)

T:
 Quem não sabe lê     
% título

O:
 Bahia, capital       
% origem

M:
 2/4                  
% metro (compasso)

L:
 1/16                 
% unidade de duração

Q:
 1/4=84               
% andamento (tempo)

K:
 A                    
% tom

%

"A"
A2 A2 c3 A | 
"Bm"
B8 | 
"D"
A2 A2 d3 c | 
"A"
B A A A - A A3 |

w:
 Quem não sa-be lê Quem não sa-be lê o A-be--cê

%

"A"
A2 A2 e3 c | 
"Bm"
B8 | 
"D"
A2 A2 d3 c | 
"A"
B A A A - A A3 |

w:
 Ve-nha is-tu-dar Ve-nha is-tu-dar o Be-a--bá
```

As linhas iniciadas com uma letra maiúscula seguida de dois pontos
(:) são chamadas campos, que formam o
cabeçalho e descrevem informações gerais sobre a peça. As
linhas seguintes formam o corpo da música, e listam as notas e
outros elementos. O caracter % indica o início de um
comentário, fazendo com que o restante da linha seja ignorado
pelos programas.
Alturas são representadas por letras:
c = dó
d = ré
e = mi
f = fá
g = sol
a = lá
b = si
O registro (oitava) é indicado pela diferenciação entre letras
maiúsculas e minúsculas e pelo acréscimo de uma vírgula
(,) ou um apóstrofo (') após a letra.
A letra z minúscula indica uma pausa.
Um número após uma nota ou pausa especifica sua duração (como
sendo a unidade de duração multiplicada pelo número).
Barras de compasso são representadas por uma barra vertical
(|), ritornelos são iniciados com |: e
terminados com :|, e a barra dupla final é indicada por
|].
A letra da música é escrita usando-se o campo w: abaixo
da linha de notas correspondente.
Acorde cifrado é escrito entre aspas duplas
(") à esquerda da nota.
Várias peças de música podem ser escritas num único arquivo ABC,
separadas umas das outras por pelo menos uma linha em branco.
O código em notação ABC dado como exemplo acima, após processado pelo
programa abcm2ps, gera a partitura seguinte:

## Uso no MediaWiki
O MediaWiki possibilita a inserção de partituras musicais usando Lilypond
e ABC (através do conversor abc2ly).
O código:
```
<score lang="ABC" vorbis="1">
X:1
K:C
c2 d2 e2 g2 | a8 ||
</score>

```

gera: